# Толбухин (фар)
Вижте пояснителната страница за други значения на Толбухин.
Фар Толбухин (на руски: Толбухин маяк) е морски фар на Русия във Финския залив, Балтийско море, на северозапад от остров Котлин (с гр. Кронщат).

## История
Фар Толбухин е сред най-старите фарове в Балтийско море. Изграден е на изкуствено островче на около 5 километра западно от крепостта Кронщат през 1719 г. и вече 3 века осигурява безопасно плаване в сложните навигационни условия в района на Финския залив.
Фарът е построен по лично указание на цар Петър I. Според съхранила се записка на негов подчинен „... царят нареди да се построи фар от камък на Котлинската пясъчна коса“. Съхранена е и скица на фара, направена собственоръчно от Петър I, на която са зададени основните размери и като забележка е отбелязано, че „... всичко останало се предоставя на волята на архитекта...“
На 7 август 1719 г. е завършено строителството на дървената кула. През 1736 г. бил предприет опит да се възобнови строителството на каменната кула, но той се оказал неудачен. Каменната кула на фар Толбухин била успешно завършена чак през 1810 г. Проектът на кулата е разработен с участието на известния руски хидрограф Л. В. Спафарев и забележителния руски архитект Адриан Захаров, чийто най-известен проект е зданието на Главното адмиралтейство в Санкт Петербург.
В периода от 1719 г. до 1736 г. фарът се е наричал Котлински, а по-късно е наречен „Толбухин“ в чест на полковник Федот Толбухин, първия комендант на Кронщат, който през 1705 г. разгромява при Котлинската коса шведски морски десант. През 1867 г. фарът е снабден с диоптричен фаров апарат и метално фенерно съоръжение.
През 1970 г. е извършена реконструкция на фара. Около острова е извършено укрепване на брега с железобетонни плочи. Инсталирана е също така съвременна оптическа апаратура, обезпечаваща 19 мили далечина на действие на фара.